# Valea Arini, Neamț
Valea Arini este un sat în comuna Bălțătești din județul Neamț, Moldova, România.